# Jūbūr
Jūbūr (persiska: جوب بر, Jūb Būr, Jūb Bor, جوبور) är en ort i Iran.   Den ligger i provinsen Ilam, i den västra delen av landet, 500 km sydväst om huvudstaden Teheran. Jūbūr ligger 800 meter över havet och antalet invånare är 151.
Terrängen runt Jūbūr är varierad. Jūbūr ligger nere i en dal.Runt Jūbūr är det ganska glesbefolkat, med 39 invånare per kvadratkilometer. Närmaste större samhälle är Lūmār, 9,4 km söder om Jūbūr. Omgivningarna runt Jūbūr är i huvudsak ett öppet busklandskap.